# プリムス・ピルス
プリムス・ピルス（ラテン語: prīmus pīlus, プリームス・ピールス）とは、古代ローマのローマ軍における階級で、下士官・軍団兵の最高位。ケントゥリオ（百人隊長）の筆頭であり、日本語では筆頭百人隊長、首位百人隊長などと意訳されることが多い。ラテン語では、プリミピルス (prīmipīlus) とも呼ばれ、あるいはまれにプリミ・ピリ・ケントゥリオ (prīmī pīlī centriō) などとも表記された（『ガリア戦記』など）。
「プリムス・ピルス」とはラテン語で「第一の槍」という意味である。これは第1の（プリムス）コホルス（歩兵大隊）でトリアリイ（第三戦列）の「槍（ピルス＝ピルム）」を受け持つケントゥリア（百人隊）を指揮していたことに由来する。
各軍団内の下士官・軍団兵の中で最も階級が高い。定員の2倍の規模を持つ「第1コホルス」を指揮し、軍団長であるレガトゥス・レギオニスの相談役を受け持った。将校に対する兵士の筆頭を務める者として軍団兵から非常に敬意を表された階級である。
プリムス・ピルスを務めた者は退役後、ローマ社会の上流階級の入口である騎士階級の一員として迎え入れられたり、あるいはそのまま将校として軍隊に残り、レギオの事実上の副司令官を務めることもあった。その際には「野営長官（プラエフェクトゥス・カストロルム）」という階級が用意された。
現在の軍隊で言えば最先任曹長と推比されるが、権限などを考慮すると時代考証上大佐に近似すると考えられている。